# José Nehin
José Eduardo Nehin (San Juan, 13 ottobre 1905 – 16 dicembre 1957) è stato un calciatore argentino, di ruolo attaccante.